# Gino Marzocchi
Gino Marzocchi (Molinella, 8 febbraio 1895 – Bologna, 8 giugno 1981) è stato un pittore e scultore italiano. Appartiene a quel gruppo di pittori paesaggisti dell'inizio del Novecento della Scuola bolognese di pittura, come Luigi e Flavio Bertelli, Antonino Sartini, Giovanni Secchi, Guglielmo Pizzirani e Alessandro Scorzoni che hanno dipinto spesso i paesaggi emiliano-romagnoli (non disdegnando però di rappresentare anche altre regioni), riproducendone le bellezze e testimoniandone, con il pennello, i cambiamenti nel tempo.

## Biografia
Si forma presso l'Accademia di Belle Arti di Bologna. È allievo di Augusto Majani, Enrico Barberi e Domenico Ferri.
Titolare in Figura disegnata e dipinta alla Scuola d'Arte di Ferrara dal 1934 al 1944, ha tra i suoi allievi più illustri: Umberto Sgarzi e Silvan Gastone Ghigi.
Appartiene a quel gruppo di pittori paesaggisti dell'inizio del Novecento della Scuola bolognese di pittura, come Luigi e Flavio Bertelli, Antonino Sartini, Giovanni Secchi, Guglielmo Pizzirani, Alessandro Scorzoni e Garzia Fioresi, che hanno dipinto i paesaggi emiliano-romagnoli, riproducendone le bellezze e testimoniandone, con il pennello, i cambiamenti nel tempo.
È sepolto nel Chiostro III della Certosa di Bologna.
Numerose sue opere sono conservate nelle collezioni della Fondazione Carisbo.
Fu fratello di Luigi Marzocchi, celebre fotografo italiano della prima guerra mondiale.

## Esposizioni
Espone alla Biennale di Venezia nel 1930, 1932 e 1934.
Ha partecipato, successivamente, a diverse edizioni della Quadriennale di Roma.
Nel 1936, al Teatro Comunale di Ferrara, espose a due con Giuseppe Virgili, del quale era stato allievo.
Nel 1937 è presente all'Esposizione Internazionale di Parigi.